# الحمامي (الرجم)

تعديل مصدري - تعديل

الحمامي هي إحدى قرى عزلة البشاري بمديرية الرجم التابعة لمحافظة المحويت، بلغ تعداد سكانها 1381 نسمة حسب تعداد اليمن لعام 2004.